# Danzas
Danzas fu una società spedizioniera nata nel 1878. La società svizzera con sede a Basilea e origini francesi, venne acquisita nel 1999 dalla Deutsche Post. Il marchio Danzas fu tenuto in vita fino al 2006 e poi eliminato definitivamente una volta completata l'acquisizione della società statunitense DHL da parte di Deutsche Post.

## Storia
Dopo la battaglia di Waterloo del 1815 l'ufficiale francese Louis Danzas, il cui cognome originale era d'Anzas, entrò in società con Michel L'Evêque-Moll a Bourglibre vicino a Basilea. L'azienda divenne ben presto attiva nelle spedizioni. Dopo la guerra franco-prussiana la sede venne spostata in Svizzera. Nel 1878 divenne Danzas & Cie. e dal 1º gennaio 1903 divenne società per azioni. Vennero aperte filiali in Francia, Italia e Germania.
In Germania dal 1901 venne operativa la filiale a Ludwigshafen am Rhein. Nel 1919 divenne Danzas GmbH con sede durante l'occupazione della Renania a Mainz. La sede appena trascorso un anno venne spostata a Mannheim e nel 1949 a Francoforte sul Meno. Nel 1965 esistevano 30 filiali in Germania.
Nel 1999 viene acquisita dalla Deutsche Post e creata la Danzas Holding. Divenne parte della Deutsche Post World Net. Con un rebranding verso DHL, Deutsche Post EuroExpress e Danzas divennero marchi della DHL. Il marchio Danzas fu attivo fino al gennaio 2006 con la DHL Danzas Air & Ocean e poi inglobata in DHL Global Forwarding. Il marchio Danzas dopo la dissoluzione di DHL Danzas Air & Ocean rimase solo come Danzas Messen GmbH e Danzas Lebensmittelverkehr GmbH. Poi divenute DHL Trade Fairs & Events (TFE) e DHL FoodServices.